# Phước Lộc, Tuy Phước
Phước Lộc là một xã thuộc huyện Tuy Phước, tỉnh Bình Định, Việt Nam.
Xã Phước Lộc có diện tích 11,85 km², dân số năm 1999 là 14073 người, mật độ dân số đạt 1188 người/km².

## Lịch sử
Ngày 24 tháng 8 năm 1981, Hội đồng Bộ trưởng ban hành quyết định số 41-HĐBT về việc chuyển xã Phước Lộc thuộc huyện Phước Vân về huyện Tuy Phước mới tái lập quản lý.

## Hành chính
Xã Phước Lộc được chia thành 11 thôn: Đại Tín, Hanh Quang, Phong Tấn, Phú Mỹ 1, Phú Mỹ 2, Quang Hy, Quảng Tín, Trung Thành, Vĩnh Hy, Vinh Thạnh 1, Vinh Thạnh 2.